# Le Voleur de minuit
Pour plus de détails, voir Fiche technique et Distribution.
Le Voleur de minuit (The Moonlighter) est un film américain  en noir et blanc réalisé par Roy Rowland, sorti en 1953.

## Synopsis
Wes Anderson (MacMurray) vole du bétail à la faveur de la nuit. Une foule en colère, emmenée par l’éleveur Alex Prince (Ankrum), est bien décidée à se faire justice en pendant le voleur mais lynche par erreur un innocent. Profitant de la confusion, Anderson s’enfuit et disparaît.
Rela (Stanwyck), ancienne amante de Wes Anderson, est désormais en couple avec son cadet, Tom, employé de banque. Tom (William Ching) est toujours resté admiratif de son aîné. Wes reparaît, cherchant à se venger de ceux qui le voulaient lyncher et commence à éliminer certains des hommes de Prince qui ont pris part à la pendaison d’un innocent.
Tom est renvoyé de son emploi à la  banque Rio Hondo par Mott, son supérieur (Sam Flint). Cole Gardner (Ward Bond), un hors-la-loi, persuade Wes de piller la banque et Tom prend la décision de se joindre à eux. Rela, en colère, met Wes en garde contre tout ce qui pourrait arriver à Tom, et l’avertit qu’elle l’en tiendrait pour responsable.
À la suite du cambriolage, Wes et Cole parviennent à s’enfuir avec le butin dérobé mais Tom trouve la mort d’un coup de feu tiré par son ancien patron. Un groupe de poursuivants se forme, auquel Rela, qui se joint à eux, demande de ramener Wes mort ou vif. Cole double son partenaire et s’enfuit avec l’argent, laissant Wes ligoté. Quand Cole croise la route de Rela, celle-ci dégaine et tue Cole ; elle trouve ensuite Wes dans ses liens, le faisant prisonnier.
Sur le chemin du retour, Rela glisse dans une chute d’eau et manque de se noyer ; Wes lui sauve la vie. Honteux de sa conduite et de ses conséquences, Wes offre à Rela de se livrer de lui-même à la justice. Encourant 25 ans d’emprisonnement, Wes demande à Rela de l’attendre.

## Fiche technique
- Titre français : Le Voleur de minuit
- Titre original : The Moonlighter
- Réalisation : Roy Rowland
- Scénario : Niven Busch d'après une histoire de Niven Busch
- Musique : Heinz Roemheld
- Photographie : Bert Glennon
- Montage : Terry O. Morse
- Direction artistique : Daniel Hall
- Décorateur de plateau : Fred M. MacLean
- Costumes : Joe King et Ann Peck
- Production : Joseph Bernhard
- Société de production : Joseph Bernhard Productions Inc.
- Société de distribution : Warner Bros. Pictures
- Pays de production : États-Unis
- Langue : anglais
- Format : noir et blanc - 1,37:1 - son : Mono (RCA Sound System)
- Genre : Western
- Durée : 77 min
- Dates de sortie : 
  - États-Unis : 19 septembre 1953
  - France : 14 juin 1957

## Distribution
- Barbara Stanwyck : Rela
- Fred MacMurray : Wes Anderson
- Ward Bond : Cole Gardner
- William Ching : Tom Anderson
- John Dierkes : shérif Daws
- Morris Ankrum : Alexander Prince
- Jack Elam : Slim
- Charles Halton : Clemmons Usqubaugh
- Norman Leavitt : Tidy
- Sam Flint : M. Mott, banquier
- Myra Marsh : Mme Anderson
- William Kerwin : Tony
- Tom Keene : shérif

Acteurs non crédités :
- Joel Fluellen : prisonnier en cellule
- Byron Foulger : M. Gurley
- Myron Healey : shérif-adjoint Joe Bayliss
- Almira Sessions : Angelica Usqubaugh